# Acide urique
Ne doit pas être confondu avec Urée.
L’acide urique est un composé organique de formule brute C5H4O3N4. C'est une molécule quasiment insoluble dans l’eau, résultant de la dégradation et de l'excrétion des purines (principalement la guanine et l'adénine) chez l'humain et les primates supérieurs, qui ne possèdent plus l'enzyme (uricase) conduisant à l'allantoïne présente chez la plupart des autres mammifères.
Chez les oiseaux et les reptiles, l'acide urique est aussi le produit d'élimination des purines, mais son excrétion se fait sous forme solide avec les selles au travers du cloaque et non dans les urines sous forme d'urée (soluble dans l'eau) comme chez l'humain (uréotélie).
L’acide urique est présent en faible quantité dans le sang (uricémie) des mammifères (36 à 69 mg/L chez l’humain).

## Urate

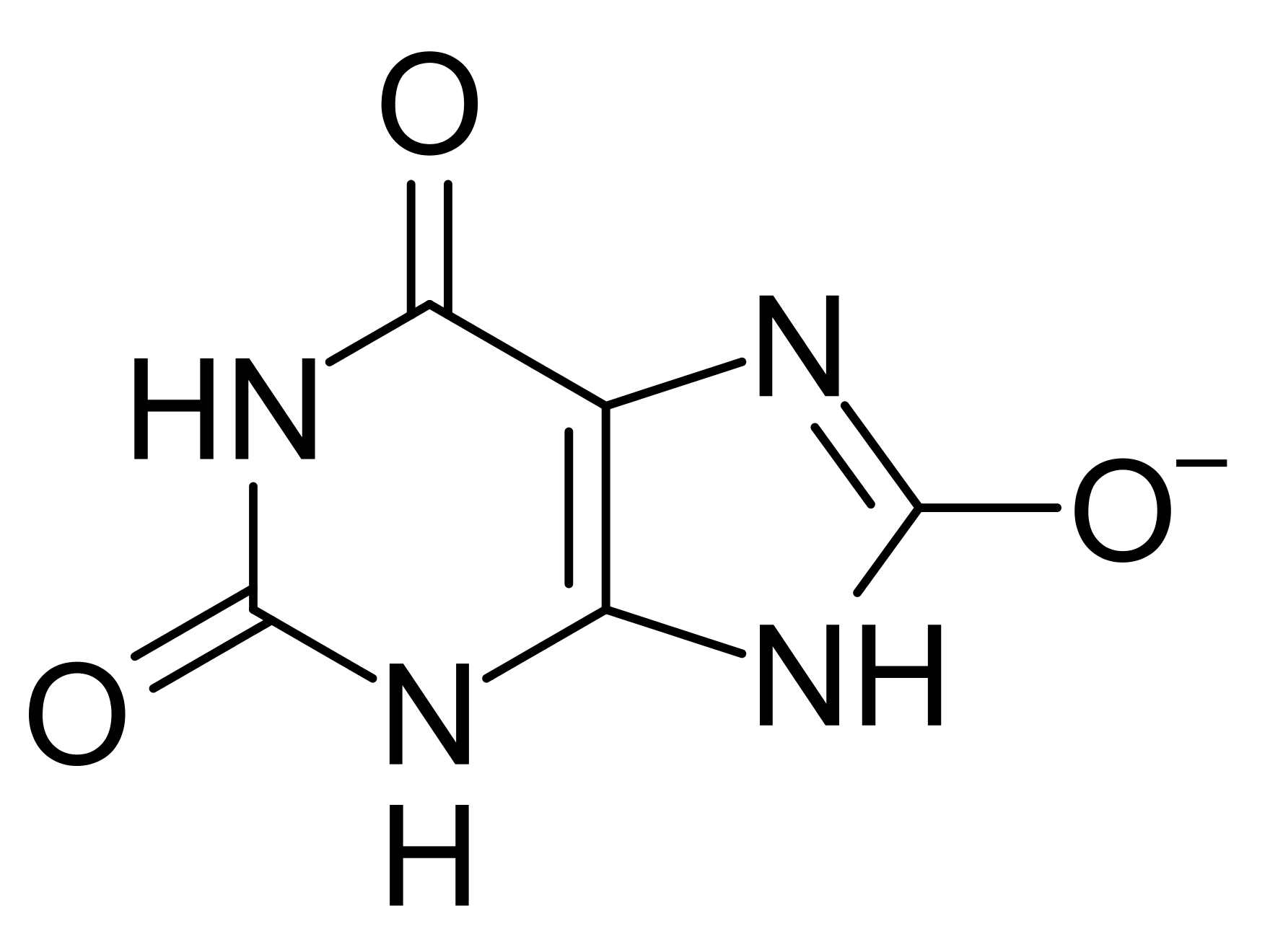
Structure de l’ion urate, base conjuguée de l’acide urique.

- Comme la plupart des acides, les textes en biochimie désignent en général l'acide urique sous le nom de son anion, l'urate.

- Les sels de l'acide urique s'appellent des « urates » (urate de sodium, urate de calcium, urate d'ammonium, etc.). Les urates ont en général une meilleure solubilité (à pH alcalin ou neutre) que l'acide urique, dont la cristallisation est à l'origine des crises de goutte.

## Pathologie humaine
Une augmentation de sa concentration dans le sérum sanguin, appelée « hyperuricémie », entraîne la goutte, responsable d’arthropathies (arthrite goutteuse) et de lithiase rénale par formation de cristaux dans les reins, appelés « calculs rénaux ». Cela peut également être dû à une augmentation de la fraction protonée de l'acide urique, par une diminution du pH urinaire par exemple.
Une augmentation du taux d'acide urique est la cause de certaines pathologies répandues dans le monde. Il a été montré qu'une hyperuricémie joue un rôle dans l'hypertension. Plusieurs études récentes suggèrent que l'acide urique est une des causes du diabète de type 2, le taux d'acide urique étant d'ailleurs un bon prédicteur de l'apparition d'un diabète. Il prédit aussi le développement de l'obésité. Différentes études ont montré que la baisse du taux d'acide urique permet de faire baisser la tension, de faire perdre du poids ou de réduire les risques de maladies cardiovasculaires. Cependant de tels  effets restent à être confirmées par des études cliniques de grande ampleur.
Le taux d'acide urique peut augmenter par la consommation d'aliments riches en purine ou en fructose.
Dans le cas de la femme enceinte, un taux élevé d’acide urique, combiné à une hypertension artérielle et une perte anormale d'albumine dans les urines doivent entraîner une surveillance à cause des risques de toxémies.
Le syndrome de lyse tumorale s'accompagne d'une hyperuricémie pouvant menacer le pronostic vital ; les traitements alors utilisés sont la rasburicase si hyperleucocytose ou forme tumorale, allopurinol sinon, et rarement l'hémodialyse (épuration extra-rénale).
Microscopiquement, les dépôts d'urates se présentent comme une substance d'aspect peigné, peu colorable, entourée d'une réaction macrophagique, histiocytaire, très peu gigantocellulaire. Cette substance peut disparaître partiellement lors de la fixation formolée.

### Relation entre taux anormaux d'acide urique et gravité du covid?
La conclusion d'une étude réalisée sur une cohorte de patients japonais indique que des taux anormaux d'acide urique sérique ou des antécédents d'hyperuricémie étaient significativement associés à la gravité du COVID-19. Les patients présentant des taux élevés d'acide urique sérique étaient plus âgés. Ils avaient aussi un poids corporel et un indice de masse corporelle plus élevés que ceux qui n'en avaient pas.